# Fachgruppe Schwere Bergung
Die Fachgruppe Schwere Bergung (FGr SB) ist eine Fachgruppe des THW, sie existiert in den Typen A und B. Die FGr SB(B) verfügt zusätzlich über eine Rettungsspinne. Bundesweit sind 66 Fachgruppen Schwere Bergung vorgesehen, davon 58 vom Typ A und 8 vom Typ B.

## Aufgaben
Die Fachgruppe Schwere Bergung birgt und rettet Personen aus Zwangslagen, aber auch Tiere und Sachwerte. Sie dringt durch Hindernisse zu eingeklemmten und verschütteten Personen vor und befreit diese. Mit einer Vielzahl an Hebe-, Zug-, Trenn- und Aufbruchwerkzeugen (im Fall der Gruppen vom Typ B auch der Rettungsspinne) werden Hindernisse aus verschiedenen Materialien wie Holz, Metalle, Stein oder Beton entfernt. Befreite Personen werden aus schwer zugänglichen Bereichen heraus transportiert, wobei auch Techniken der Höhen- und Tiefenrettung verwendet werden. Die Schwere Bergung führt alle Phasen der Bergung bis zum Beräumen (Abtragen von Trümmern, um alle vermissten Personen zu finden) der Einsatzstelle durch. Im Rahmen der Bergung können schwere Lasten wie große Trümmer bewegt werden. Auch das Sichern von Bauwerken durch Hilfskonstruktionen sowie die manuelle Niederlegung einsturzgefährdeter Bauwerksteile gehören zu den Kernaufgaben.
Zudem können Bergungsarbeiten auch unter schwerem Atemschutz durchgeführt werden. Bei der Bergung oder zur Unterstützung anderer Gruppen können leichte Pump- und Elektroarbeiten ausgeführt sowie einzelne Arbeitsstellen ausgeleuchtet werden.

## Stärke und Ausstattung
Die Fachgruppe ist Teil des Technischen Zuges, ihre Personalstärke und Ausstattung richtet sich nach der Stärke- und Ausstattungsnachweisung.

### Fahrzeuge/Ausstattung
Zur technischen Ausstattung der Fachgruppen gehören:
- Mehrzweckgerätewagen mit Staffelkabine, Gerätefach, Aufbau Plane/Spriegel und Ladebordwand

und für die Gruppen vom Typ B zusätzlich
- Anhänger Plattform (12 t Zuladung)
- Rettungsspinne

Zum Zerteilen und bewegen von Hindernissen verfügt die Gruppe unter anderem über:
- Trenn- und Aufbrechausstattung
  - Betonkettensäge
  - Bohrhammer
  - Aufbrechhammer (nur Typ A)
  - Motorkettensäge
  - Trennschleifer
  - Plasmaschneidanlage
  - Hydraulisches Spreiz- und Schneidgerät
- Hebe- und Zuggeräte
  - Mechanisches Zug- und Hebegerät (32 kN)
  - Kettenzug (30 kN)
  - Hydraulische Heber (100 kN)

Zur Rettung und zum Transport verletzter Personen hat die Gruppe unter anderem:
- Rettungsausstattung wie Schutzausrüstung gegen Absturz
- Rettungsseilbahn
- Krankentransportausstattung wie Krankentrage und Schleifkorb

Zur Unterstützung der Bergungsarbeiten und Betrieb der Geräte hat die Gruppe unter anderem:
- Stromerzeuger 13 kVA
- Flutlichtleuchten mit Stativ
- Pumpausstattung (< 1000 l/min)

### Personal/Stärke
Die gesamte Fachgruppe besteht aus zwölf Personen (Stärke in Kurzform 0/3/9/12). Zur Durchführung der Einsatzaufgaben müssen die Mitglieder verschiedene Fachqualifikationen abdecken:
Funktions- und Helferübersicht:
- 1 Gruppenführer (Sprechfunk)
- 2 Truppführer (Sprechfunk, ggf. Atemschutzgeräteeinsatz und CBRN-Hilfe)
- 9 Fachhelfer mit den Qualifikationen
  - 6 × Atemschutzgeräteeinsatz (auch durch Truppführer abdeckbar)
  - 6 × CBRN-Hilfe (auch durch Truppführer abdeckbar)
  - 2 × Bedienung Motorsäge
  - 1 × Schweißen und Brennschneiden
  - 5 × Bedienung Rettungsspinne (nur Fachgruppe Typ B)
  - 2 × Fahrerlaubnis CE
  - 1 × Sanitätsdienst
  - 2 × Sprechfunk